# ソフトポルノ・アドベンチャー
ソフトポルノ・アドベンチャー（Softporn Adventure）は、1981年にシエラ・オンラインから発売されたアダルトゲーム。

## 概要
米シエラ・オンライン社から1981年にApple II用で発売されたテキストアドベンチャー。商品化された物語性のあるアダルトゲームでは世界初である。
元はフリーのプログラマーが作成したプログラムを、シエラオンラインに持ち込んだもの。他のどのソフトメーカーに持って行っても相手にされなかったが、同社のケン・ウィリアムズは、このソフトが気に入り、また、ちょうどその頃、同社で制作していたアドベンチャーゲームの「タイムゾーン」がプロジェクト的に行き詰まっていて、経営にも支障をきたしていたことから、その穴埋めとして、急遽このプログラムを買い取り商品化することとなった。商品化の際に手を加えたのは「メッセージを多少柔らかめにする」だけである。
このゲームは、本屋でエロ本だけを買うのが恥ずかしい客が、関係ない本とサンドイッチにしてレジに持って行くかのように、他のソフトとセットにして買う客が出たほか、販売店も、このソフトだけを仕入れるのが気が引けるため、他のソフトとセットで仕入れたりと、思わぬ波及効果で売り上げに貢献するソフトとなった。50000本を売り上げたと言われている。
同社はその後、教育用ソフトなども手がけるメーカーとなったため、このソフトはいわば同社の黒歴史となり、このソフトの存在を表に出さないようにした。そのためソフトの現存数も少なく、コレクター間でも入手が困難な、非常にレアなソフトとなっている。

## ゲームの内容
コマンド入力形式のアドベンチャーゲーム。テキストのみで絵は表示されない。独身の主人公が三人の女性を口説いて性交渉を営む内容。
性病にかからないようにコンドームを買ったり、「あなたと結婚する」と言って聞かない相手を説得してベッドに連れ込んだりと、想像力を掻き立てないと、なかなかゲームが進まない作りとなっている。

## トリビア
ソフトポルノの広告写真を撮影するために、三人の女性をトップレスにして浴槽に入れてポーズを取らせたが、その三人は、会社の会計士と、社員の妻と、そしてケンの妻のロバータ・ウィリアムズ自身である。
このソフトが販売されるやいなや、抗議文やら聖書の引用やらが大量に送られてくるようになり、また様々な雑誌でも取り上げられ波紋が広がったが、ケンは「それもいい宣伝になる」と喜んだという。